# 100 Year Starship
O 100 Year Starship (100YSS) é um projeto conjunto do Defense Advanced Research Projects Agency (DARPA) e a NASA com uma entidade privada. O objetivo do estudo não tem financiamento do governo para a construção real de uma espaçonave, mas sim para criar um plano de negócios que pode durar 100 anos, a fim de ajudar a promover a pesquisa necessária para a Viagem interestelar.

## Origem
O esforço para o 100 Year Starship foi anunciado pelo diretor do NASA Ames Research Center, Pete Worden, no San Francisco's Long Conversation Conference, em outubro de 2010. Num release de imprensa em que a DARPA oficialmente anunciou o esforço, o gerente de programas Paul Eremenko, que serviu como o coordenador do estudo, explicou que o esforço foi feito para entusiasmar várias gerações a se comprometer com pesquisa e desenvolvimento de tecnologias inovadoras para avançar o objetivo final, a viagem espacial interestelar.

## Fundação
O estudo da 100 Year Starshipe era o nome do projeto de um ano para avaliar os atributos e estabelecer as bases para uma organização que possa levar adiante a visão da 100 Year Starship.
O lance vencedor para liderar o esforço da 100 Year Starship foi da Dorothy Jemison Foundation for Excellence, em parceria com Icarus Interstellar e a Foundation for Enterprise Development, e liderado pela física americana e ex-astronauta da NASA Mae Jemison. Em 2013, o consórcio foi premiado com uma concessão de 500 000 dólares para trabalho adicionar. A nova organização mantém o nome de 100 Year Starship.

## 100 Year Starship Symposia
Antes da solicitação para a fundação, o 100 year Starship Project foi precedida por uma conferencia realizada em Orlando, de 30 de setembro até 2 de outubro de 2011, copatrocinada pela DARPA e NASA, organizada pelo Tactical Technology Office director David Neyland da DARPA. A conferência incluiu apresentações de tecnologia, biologia, física, filosofia, sociologia e economias do voo interestelar. Documentos selecionados da conferência foram publicados pelo Journal of the British Interplanetary Society.
Depois que a Jemison Foundation foi declarada vencedora da concessão, um segundo symposium foi realizado em 2012 em Houston. Documentos de vários assuntos relacionados com o voo interestelar e a organização da fundação foram apresentados. A Symposia de 2013 e 2014 foram realizados em Houston, e uma quinta realizada em setembro de 2015.

## Canopus Awards
Em 2015, o projeto da 100 Year Starship realizou seu primeiro Canopus Awards anual por excelência em escrita interestelar. Os vencedores foram anunciados em 30 de outubro de 2015 no symposium:
- Livro de Ficção Previamente Publicado (40,000 palavras ou mais): InterstellarNet: Enigma por Edward M. Lerner (FoxAcre). ISBN 978-1936771646
- Conto de Ficção Previamente Publicado (entre 1 000 e 40 000 palavras): “The Waves” por Ken Liu (Asimov's 12/12)
- Ficção Original (1 000-5 000 palavras): “Everett's Awakening” por Yelcho
- Não Ficção Original (1 000-5 000 palavras): “Finding Earth 2.0 from the Focus of the Solar Gravitational Lens” por Louis Friedman & Slava Turyshev

## Criticismo
O 100Year Starship foi chamado em 2012 pelo Senador norte-americano Tom Coburn como um dos 100 projetos governamentais mais dispendiosos. Coburn citou especificamente um workshop do 100 Year Starship que incluiu uma sessão, chamada “Jesus também morreu pelos Klingons?” que debateu as implicações na filosofia cristã caso fosse encontrada vida em outros planetas.
- Este artigo foi inicialmente traduzido, total ou parcialmente, do artigo da Wikipédia em inglês cujo título é «100 Year Starship».